# ビールブーツ
| ビールを注いだビールブーツ |  | コメダ珈琲店のクリームソーダ |
| ビールを注いだビールブーツ |  | コメダ珈琲店のクリームソーダ |

ビールブーツ（英語: beer boot、ドイツ語: Bierstiefel）は、ブーツ型のビアグラス。ビアブーツとも呼ばれる。
起源は定かではないが、戦地から戻った兵隊が酔っ払ってブーツにビールを入れて飲んだことを起源とする説もある。
爪先を上にして飲んでいくと、爪先部分に空気が入ってボコっとなる。これが受けて、日本では1980年代後半に人気を集め、テレビドラマ『男女7人夏物語』では象徴的なアイテムとして使用された。
ドイツでは、大型のビールブーツを何人かでの回し飲みに使用し、ゴボっと音を立てた人は他の人にビールをおごるという風習もあった。
コメダ珈琲店ではクリームソーダを長靴型のグラスで提供することで人気だが、こちらはブーツグラスと呼ぶ。コメダ珈琲店の創業者・加藤太郎は開店にあたって他店との差別化を図るべく、さまざまな食器メーカーや問屋を見て回り、ブーツ型のグラスを見つけて採用した。
コメダ珈琲店の店舗によっては、店で使用しているものと同じブーツグラスを販売している。